# Brachythrix dileucostigma
Brachythrix dileucostigma är en tvåvingeart som beskrevs av Mcfadden 1970. Brachythrix dileucostigma ingår i släktet Brachythrix och familjen vapenflugor. Inga underarter finns listade i Catalogue of Life.